# Mitteilungen der Geographischen Gesellschaft
Mitteilungen der Geographischen Gesellschaft (abreviado Mitt. Geog. Gesell.) fue una revista con ilustraciones y descripciones botánicas que fue editada en Jena desde 1882 hasta 1939. Se publicaron 42 números con el nombre de Mitteilungen der Geographischen Gesellschaft (für Thüringen) zu Jena.